# Khusrupur
Khusrupur é um cidade no distrito de Patna, no estado indiano de Bihar.

## Demografia
Segundo o censo de 2001, Khusrupur tinha uma população de 12.185 habitantes. Os indivíduos do sexo masculino constituem 53% da população e os do sexo feminino 47%. Khusrupur tem uma taxa de literacia de 54%, inferior à média nacional de 59,5%: a literacia no sexo masculino é de 62% e no sexo feminino é de 45%. Em Khusrupur, 17% da população está abaixo dos 6 anos de idade.